# Palisota laxiflora
Palisota laxiflora är en himmelsblomsväxtart som beskrevs av Charles Baron Clarke. Palisota laxiflora ingår i släktet Palisota och familjen himmelsblomsväxter. Inga underarter finns listade.